# Violeta Bulc
Violeta Bulc (ur. 24 stycznia 1964 w Lublanie) – słoweńska polityk, przedsiębiorca i informatyk, od września do października 2014 członkini rządu Słowenii, w tym przez kilkanaście dni jako wicepremier tego kraju, od 2014 do 2019 członkini Komisji Europejskiej.

## Życiorys
Ukończyła studia z zakresu informatyki na Uniwersytecie Lublańskim, magisterium z technologii informacyjnych uzyskała na Golden Gate University w San Francisco. Pracowała w Stanach Zjednoczonych w przedsiębiorstwie DHL System (1991–1994), następnie do 1999 w Telekom Slovenije. Przez kolejny rok była wiceprezesem zarządu spółki prawa handlowego Telemach. W latach 2000–2014 kierowała własną firmą doradczą Vibacom.
Zaangażowała się w działalność Partii Mira Cerara, odpowiadając za program tego ugrupowania. 19 września 2014 została zaprzysiężona jako członkini rządu premiera Mira Cerara, obejmując stanowisko ministra bez teki, kierującego rządowym biurem do spraw rozwoju i europejskiej polityki spójności (GODC). 2 października 2014 dodatkowo otrzymała nominację na funkcję wicepremiera.
10 października tego samego roku została nominowana na słoweńską członkinię Komisji Europejskiej, gdzie zastąpiła byłą premier Alenkę Bratušek, która nie uzyskała akceptacji Parlamentu Europejskiego. Ostatecznie w strukturze KE powierzono jej stanowisko komisarza ds. transportu. Zakończyła urzędowanie wraz z całą KE w 2019.
W 2022 została wiceprzewodniczącą partii Naša prihodnost.